# جغرافیا (بطلمیوس)

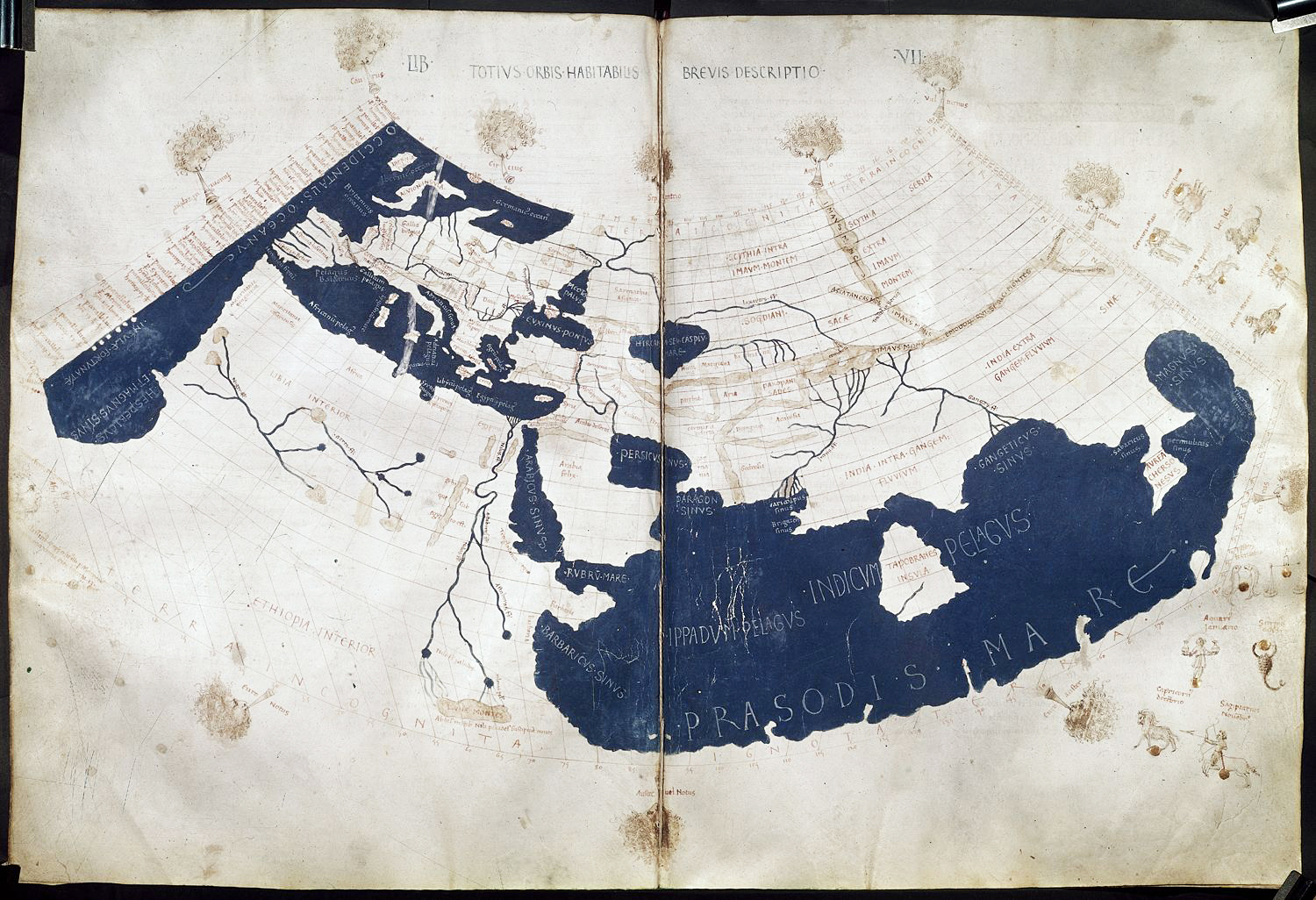
نقشه جهان بازنگاری در قرن ۱۵ با اقتباس از نقشه منسوب به بطلمیوس در این نقشه شرقی‌ترین قسمت (Sinae)چین و به سمت غرب (Aurea Chersonesus)شبه جزیرهمالایا و (Taprobane)سری لانکا با اندازه‌ای بزرگتر از واقع

جغرافیا (بطلمیوس) (به یونانی: Γεωγραφικὴ Ὑφήγησις، Geōgraphikḕ Hyphḗgēsis،) و (به انگلیسی: (Geography (Ptolemy) رساله و اطلسی در زمینه نقشه‌نگاری و نشان دهندهٔ دانستنی‌های دانش جغرافیا در زمان خود است. این رساله در قرن دوم پس از میلاد در امپراتوری روم تدوین شد که در اصل در حدود ۱۵۰ سال پس از میلاد توسط بطلمیوس به زبان یونانی در اسکندریه مصر نگاشته شد. این اطلس بازبینی شدهٔ نسخه‌ای از کار مارینوس صوری است که اکنون مفقود شده است که بااستفاده از آگاهی‌های بیشتری از فرهنگ جغرافیایی
ایرانیان و امپراتوری روم و اصول تازه یافته شده تدوین شده است. ترجمهٔ آن در قرن نهم به زبان عربی، و در قرن نهم و به لاتین در اوایل قرن پانزدهم (۱۴۰۶) در دانش و سنت‌های نقشه‌کشی و آن زمان تأثیر و نفوذ بسیاری در خلافت قرون وسطی و نیز رنسانس جغرافیایی اروپا بود.
نتیجهٔ کار بطلمیوس شامل یک نقشهٔ یک پارچهٔ بزرگ همهٔ جهان با جزئیاتی کمتر، و سپس به صورت جداگانه، نقشه‌های منطقه‌ای دقیق تر با توضیح بیشتر است.
ژاکوپ آنجلو جغرافیای بطلمیوس را در سال ۱۴۰۶ از یونانی به لاتین ترجمه کرد. او ابتدا آن را به پاپ گریگوری نهم و سپس (در ۱۴۰۹) به پاپ اسکندر پنجم تقدیم نمود. ترجمه‌های متون معروف ژاکوپ آنجلو به یونانی و لاتین وی را در این دوره از وی شخصیتی نیمه مهم ساخته‌است. ولی به دلیل ترجمه نادرست توسط آنجلو و همچنین بی‌اعتبار بودن آن به عنوان یک متن انتقادی به دلیل نادرستی‌های علمی متعدد مورد انتقاد قرار می‌گیرد.